# هوا مولان
هوا مولان قصيدة صينية قديمة تحكي عن فتاة صينية تدخل الجيش الصيني الذي كان حكرا على الرجال فقط. تنكرت مولان بزي رجل ودخلت الجيش.

## القصة
تدور هذه القصة في فترة غزو قبائل الهون العالم القديم وذلك في القرن الخامس للميلاد والذين استطاعوا تأسيس امبراطورية عظيمة نافست في وجودها الامبراطوريتين الرومانية والفارسية وقد هددت كيان الامبراطورية الرومانية لأكثر من مرة حيث كانت المرة الأخيرة عندما هاجم قائدها أتيلا روما محاولا دخولها إلا أن الظروف لم تكن حليفة له وتركها بعد أن توسل اليه البابا ليو الأول بعدم احتلال روما.
و في قرية بشمال الصين، جلست مولان تنسج على النول. لا صوت غير صوت المغزل ثم تنهداتها الحزينة. سألتها أمها: ماذا يزعجك، يا مولان؟ أجابت: لا شيء. سألتها ثانية: من يشغل قلبك؟ أجابت: لا أحد. من يشغل عقلك؟ أجابت: لا أحد. عاد صوت المغزل دون التنهدات.
تنهدت مولان وقالت: والدي عجوز وضعيف، كيف يقاتل؟ أخي صغير لا يستطيع أن يقاتل. أخاف على والدي، عليه أن يلبي نداء الإمبراطور. لن أدعه يذهب إلى الحرب، سأذهب بدلاً منه. سأشتري حصاناً وسرجاً. وبالفعل اشترت مولان حصاناً من السوق الشرقي، وسرجاً من السوق الغربي، ولجاماً من السوق الشمالي، وسوطاً من السوق الجنوبي. وفي الفجر لبست الدرع وامتطت الحصان وقالت لوالديها وأختها وأخيها وداعا.
هاجم قبائل  الهون الصين واقتحموا أسوارها ولكنهم منيو بفشل احتلالها لقوة الجيش الصيني الذي استبسل في ذلك الوقت.
في قصة مولان كانت مولان وقد أصبحت قائدة في الجيش الصيني وهي من قاد الجيش الصيني لانتصاراته ضد قبائل الهون.

## الاسم
في الصينية، مو تعني «الخشب» ولان يعني زهرة الأوركيد «السحلب». واسم عائلة بطلة القصيدة يختلف من إصدار إلى اخر من قصتها، وفقا لتاريخ مينغ، اسم عائلتها هو تشو، في حين ان تاريخ اسرة تشينغ يقول انه وى (wei). لكن أصبح اسم العائلة هوا (花، ويعني «زهرة») أكثر شعبية في السنوات الأخيرة، لأنه أكثر شاعرية.

## في التلفاز والسينما
- مولان (2020): الفيلم هو النسخة الحية لفيلم الرسوم المتحركة مولان المأخوذ من الفلكلور الصيني لأسطورة هوا مولان.
- مولان: فيلم ديزني للرسوم المتحركة لعام 1998 على أساس الشخصية الأسطورية هوا مولان
- مولان 2 [الإنجليزية]: فيلم ديزني رسوم متحركة لعام 2004 تتمة الجزء الأول في عام 1998
- مولان: صعود محاربة: فيلم 2009 بطولة فيكي تشاو وتشن كون
- السيدة الجنرال هوا مو لان: فيلم 1964

## وصلات خارجية
- عرض للحكاية جريدة البيان ملحق كتب 28/11/2014